# Joshua Reynolds
Joshua Reynolds, Royal Academy, Royal Society, FRSA (16 de julio de 1723–23 de febrero de 1792), fue uno de los más importantes e influyentes pintores ingleses del siglo XVIII, especialista en retratos y promotor del "Gran estilo" en pintura que dependía de la idealización de lo imperfecto. Fue uno de los fundadores y el primer Presidente de la Royal Academy. El rey Jorge III apreció sus méritos y lo nombró caballero en 1769.

## Carrera
Reynolds nació en Plympton St Maurice, Devon, el 16 de julio de 1723, y entró como aprendiz en 1740 con el pintor retratista de moda, Thomas Hudson, con quien permaneció hasta 1743. De 1749 a 1752, pasó más de dos años en Italia, principalmente en Roma, donde estudió a los grandes maestros y adquirió gusto por el "Gran estilo". De 1753 en adelante, vivió y trabajó en Londres. Se hizo amigo íntimo del Dr Johnson, Oliver Goldsmith, Edmund Burke, Henry Thrale, David Garrick y la artista Angelica Kauffmann. Fue uno de los primeros miembros de la Royal Society of Arts. Animó el interés de esa sociedad por el arte contemporáneo y, con Gainsborough, estableció la Royal Academy como una organización escindida de la anterior. Su discípula Mary Townley, fue una de las primeras arquitectas inglesas.
Con su rival Thomas Gainsborough, dominó el retrato inglés durante la segunda mitad del siglo XVIII. Reynolds pintó de manera más idealizada que aquel. Se dice que a lo largo de su vida llegó a pintar tres mil retratos.
Reynolds fue un completo académico. Sus conferencias (Discourses (Discursos)) sobre arte, expuestas en la Royal Academy entre 1769 y 1790, se recuerdan por su sensibilidad y percepción. En una de estas conferencias expuso su opinión de que "la invención, hablando con rigor, es poco más que una nueva combinación de esas imágenes que han sido previamente recogidas y depositadas en la memoria." En 1789 perdió la vista de su ojo izquierdo y, el 23 de febrero de 1792 murió en su casa de Leicester Fields, Londres. Fue enterrado en la Catedral de San Pablo de Londres.
Reynolds y la Royal Academy fueron objeto de bastantes críticas, incluyendo la de los Hermandad prerrafaelita y William Blake, el último de los cuales publicó un panfleto vitriólico, Annotations to Sir Joshua Reynolds' Discourses (Anotaciones sobre los discursos de Sir Joshua Reynolds) en 1808.
Fue nombrado caballero por el rey Jorge III en 1769.
No obstante, sus obras siguen siendo cotizadas. En septiembre de 2005, la Tate Gallery adquirió el cuadro El coronel Acland y Lord Sydney, Los arqueros (1769) por más de dos millones y medio de libras esterlinas.

## Obras

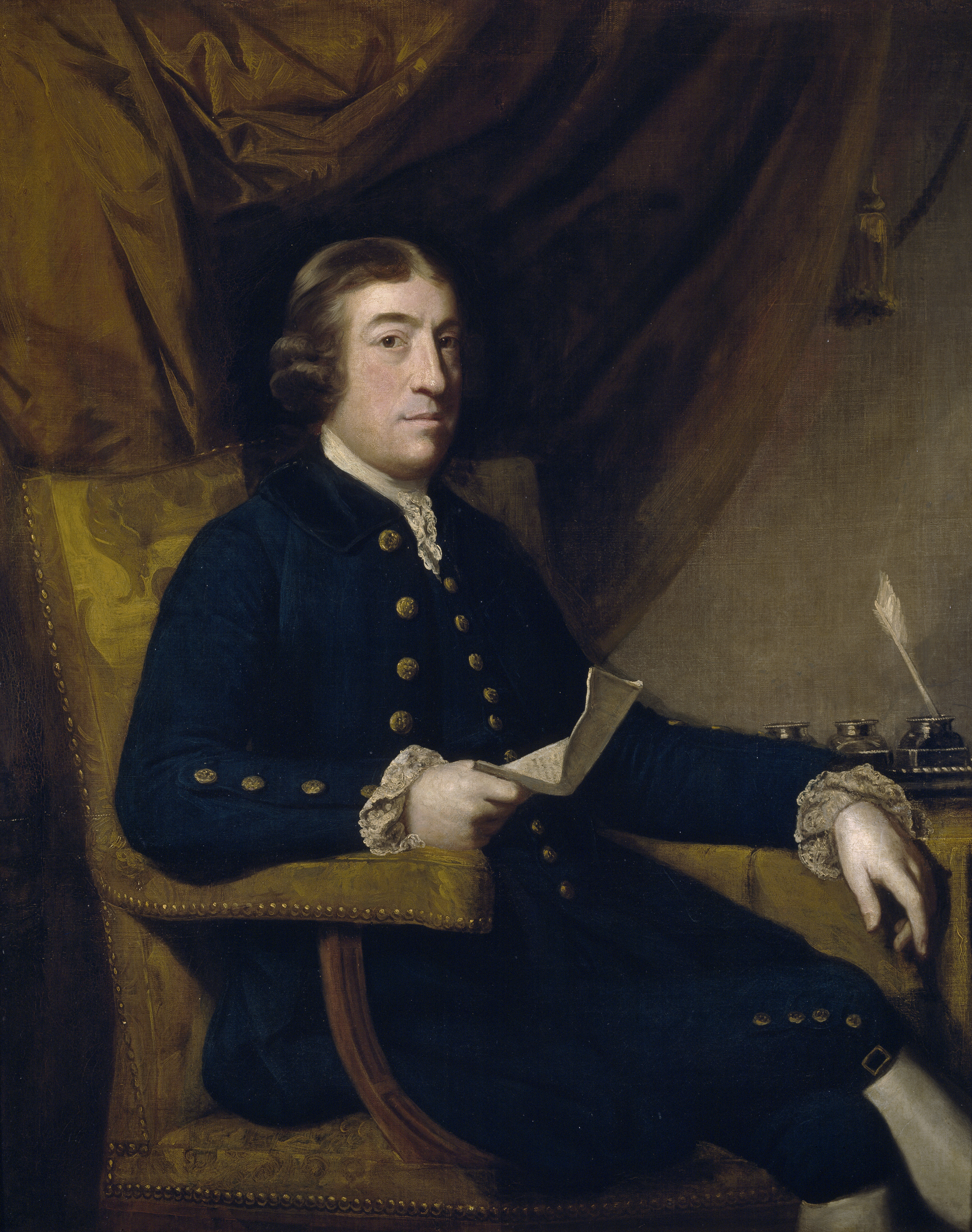
Mr. James Bourdieu (Museo del Prado).

- Muchacho Leyendo, 1755, Museo Nacional de Bellas Artes, Buenos Aires, Argentina.
- Retrato de un eclesiástico, 1756, Museo del Prado, Madrid.
- Retrato de Ana, condesa de Albemarle, 1758, National Gallery de Londres.
- Retrato de Nelly O’Brian, 1760-72, Londres, colección Wallace.
- Retrato de la Duquesa de Hamilton, realizado para la exposición de la Sociedad de Artistas en 1760, hoy conservado en Port Sunlight.
- George Clive y su familia con una criada india hacia 1765.
- Mr. James Bourdieu, 1765-66, Museo del Prado, Madrid.
- Elizabeth Kerr, marquesa de Lothian, c. 1769, Museo Soumaya, Ciudad de México, México.
- Capitán George K. H. Coussmaker, 1770-80.
- Las hermanas Waldegrave, 1770-80.
- Retrato de Lady Cockburn con sus tres hijos, 1773, Londres, National Gallery.
- Master Crewe como Enrique VIII, 1775
- Retrato del Príncipe Omai, expuesto en la Royal Academy en 1776, colección privada.
- Retrato de Lady Bamfylde, 1776-1777
- Charles Burney, 1781
- Retrato de la Sra. Siddons, 1785, Dulwich Picture Gallery de Londres.
- La duquesa de Devonshire y su hijo, expuesto en la Royal Academy en 1786.
- Retrato de Lord Heathfield, 1787, Londres, National Gallery.
- Cabezas de ángeles, 1787, Tate Gallery
- Cupido desatando el cinto de Venus, 1788, Museo del Hermitage, San Petersburgo, Rusia.

## Galería

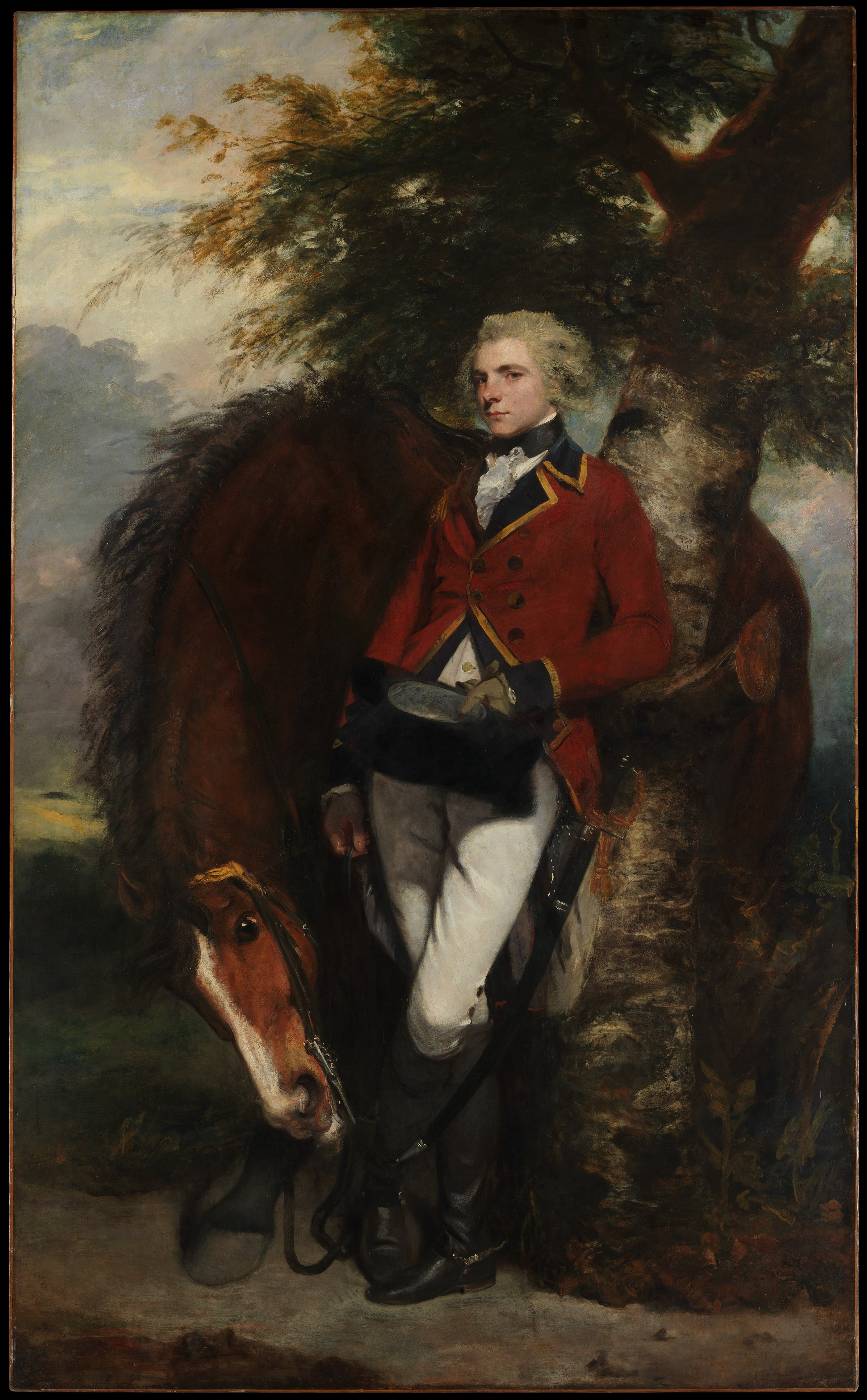
Retrato del coronel George K. H. Coussmaker, 1770-80. Museo Metropolitano de Arte
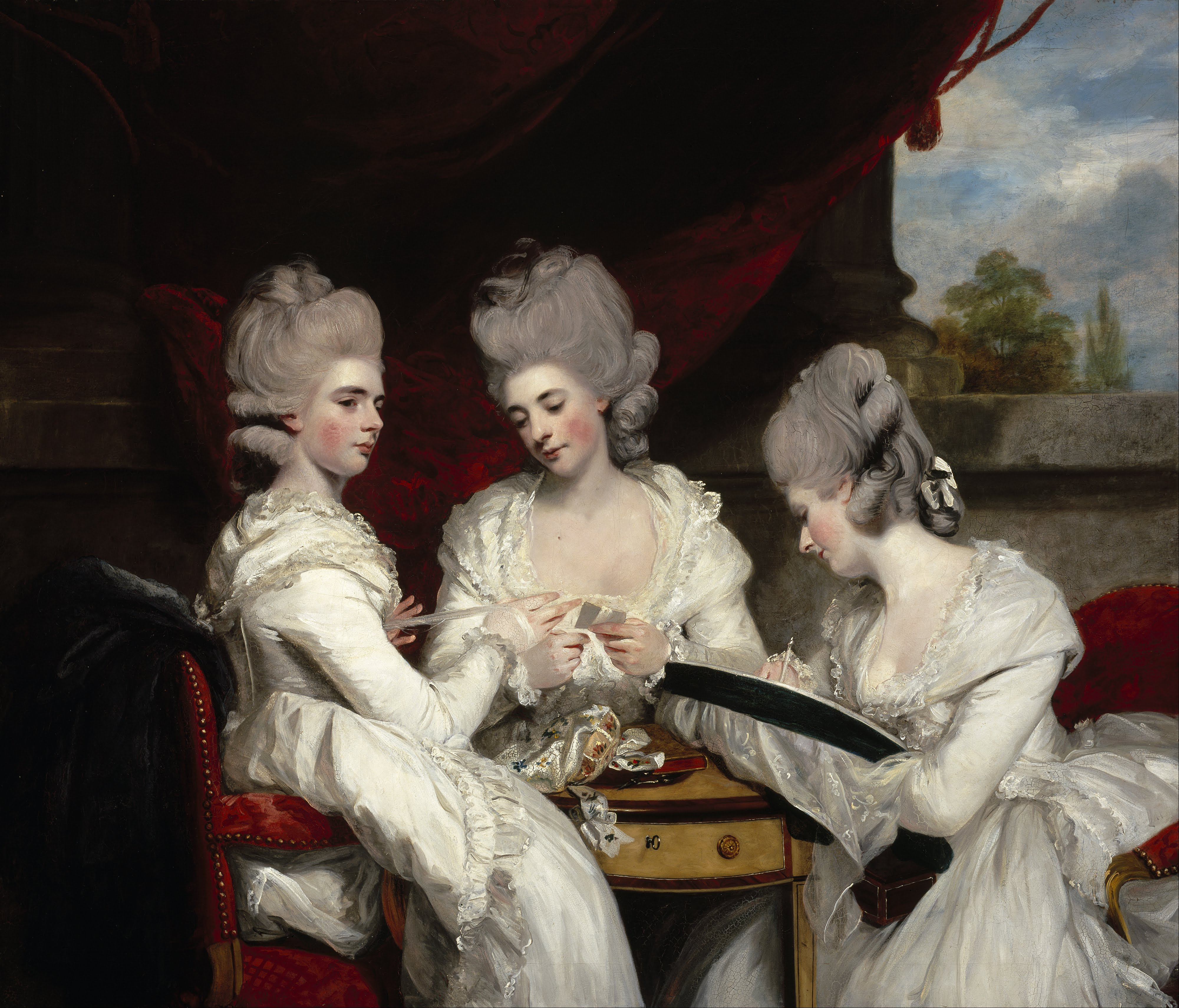
Las hermanas Waldegrave, 1770-80.
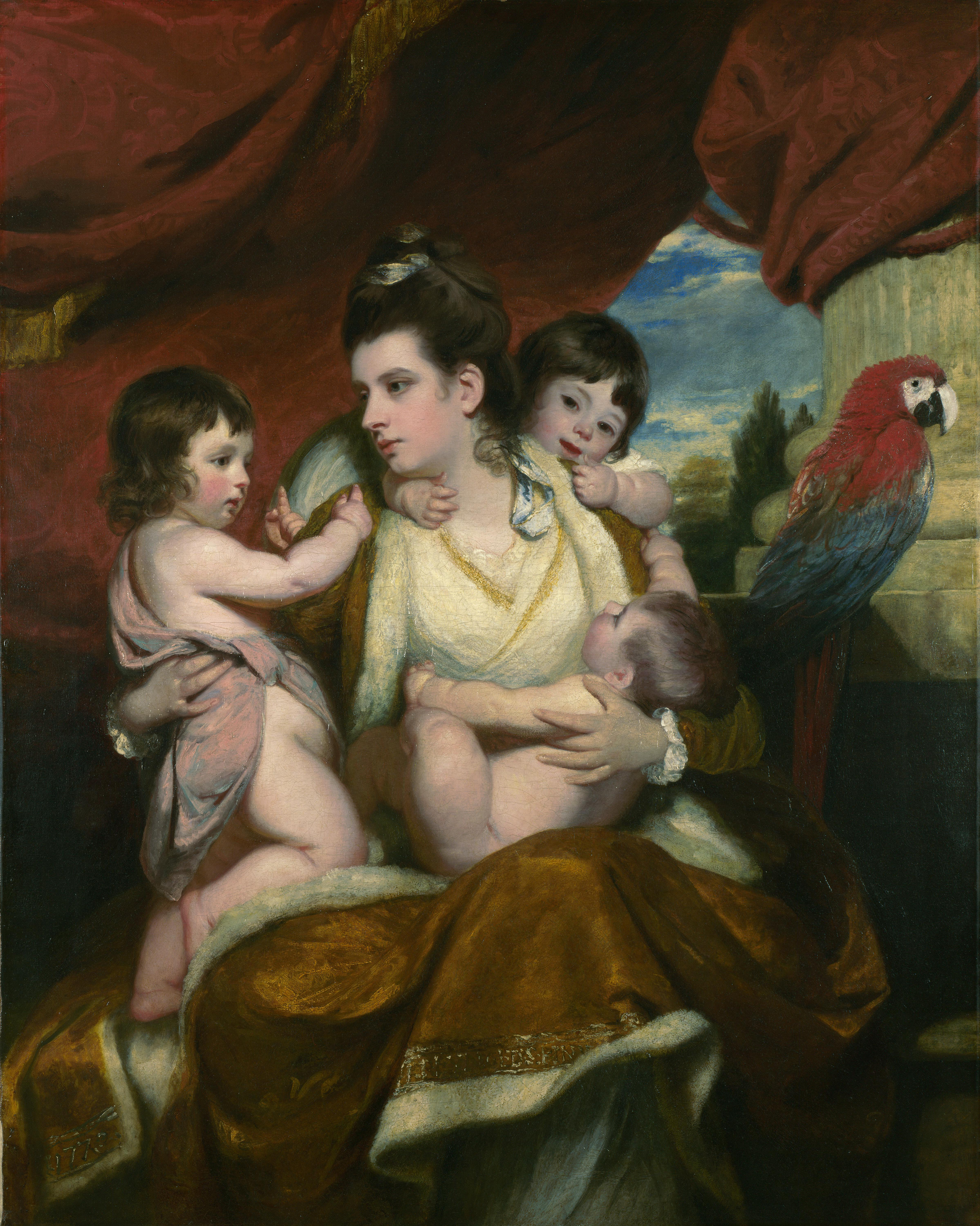
Retrato de Lady Cockburn con sus tres hijos, 1773.
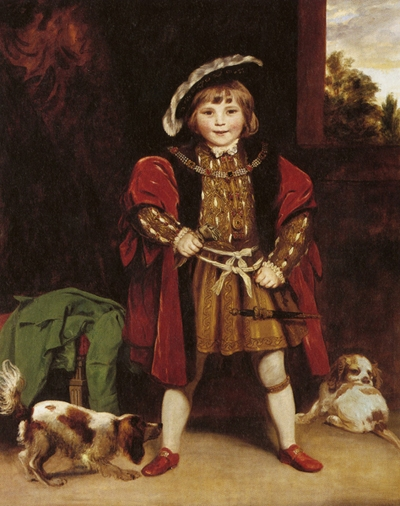
Master Crewe como Enrique VIII, 1775.
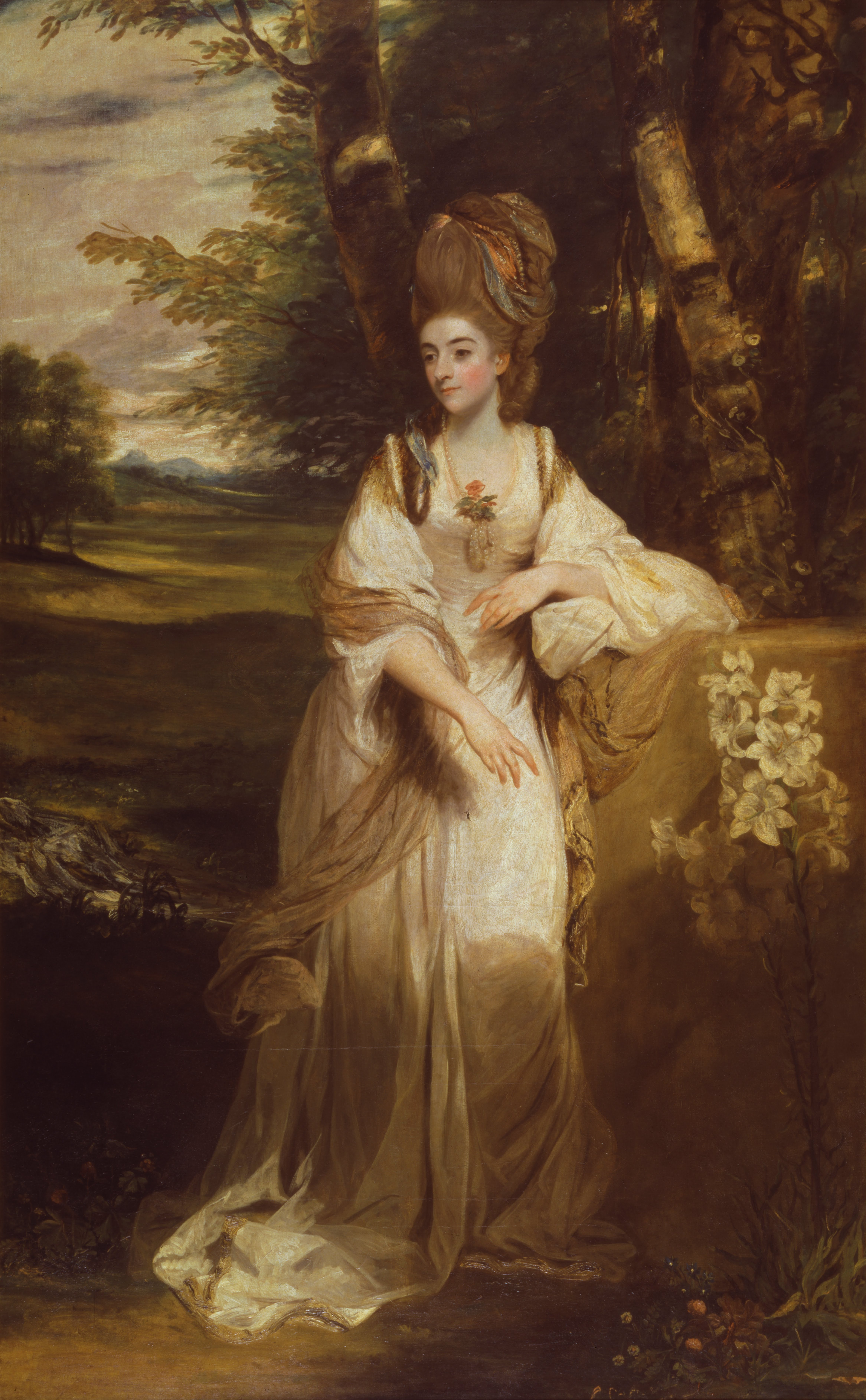
Retrato de Lady Bamfylde, 1776-1777.
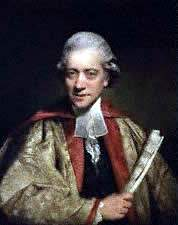
Charles Burney, 1781.
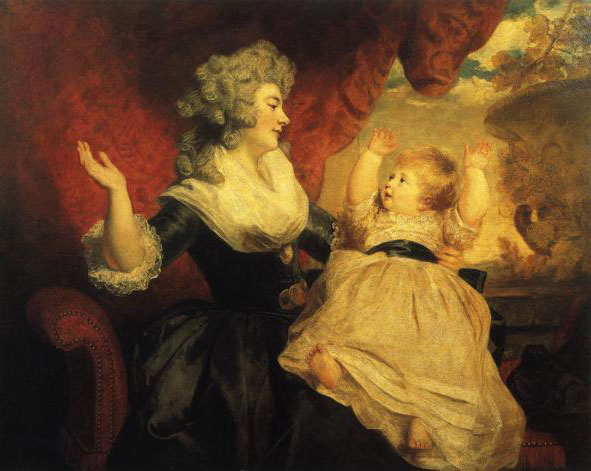
La duquesa de Devonshire y su hijo, 1786.
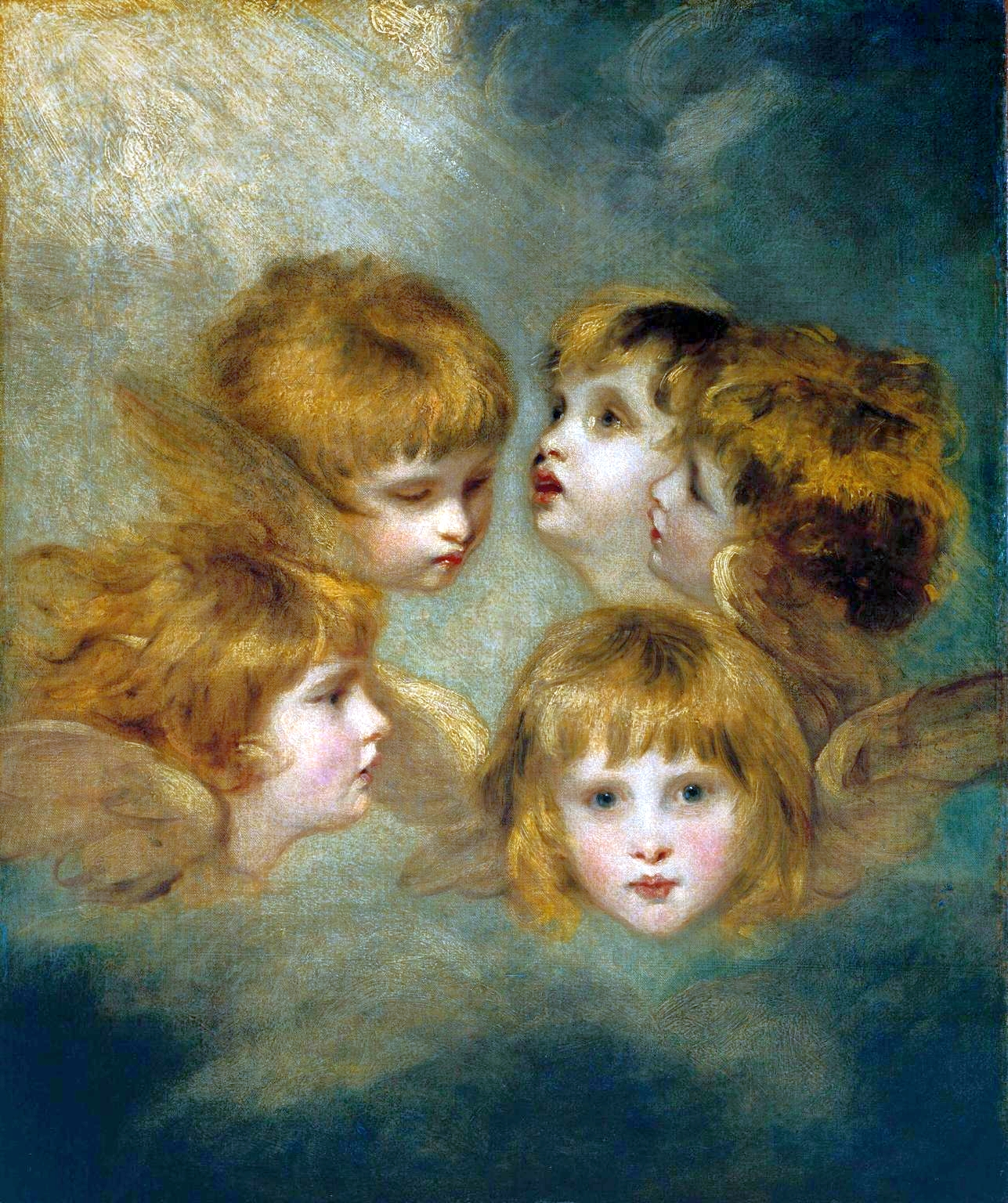
Cabeza de querubín visto desde diferentes puntos de vista, 1787.
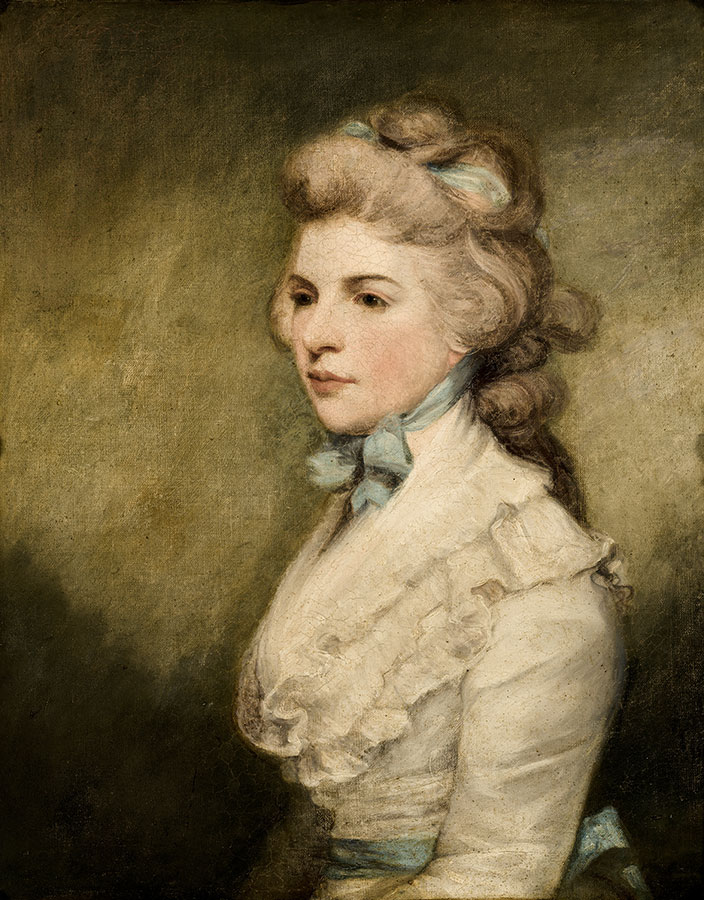
Retrato de Miss Frances Kemble, Museo Nacional de Bellas Artes de Cuba.
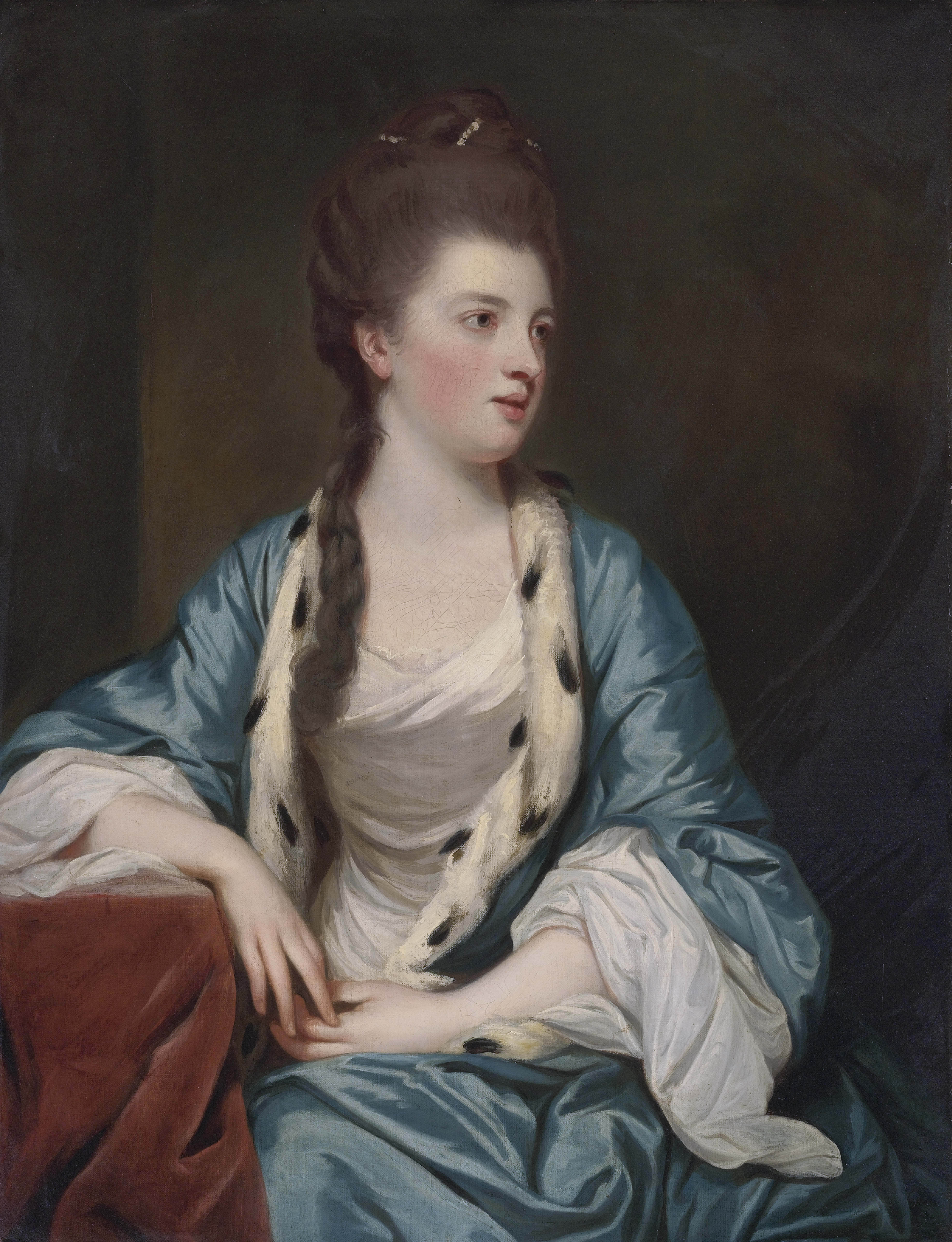
Elizabeth Kerr, marquesa de Lothian, Museo Soumaya, c. 1769